# Blue mind
「Blue mind」（ブルー・マインド）は、榊原ゆいの28枚目のシングル。2011年7月29日にLOUDRIVE RECORDSから発売された。ジャケットにc/w曲「etenity」と誤記（正しくは「eternity」）。

## 概要
前作『LOVE×Quartet 2010』から約7ヶ月ぶりのリリースとなるシングル。表題曲「Blue mind」とカップリングの「eternity」（ジャケットに「etenity」と誤記する）は、PCゲーム『時を奏でる円舞曲』のオープニングテーマとエンディングテーマに起用された。なおディスクジャケットは水中をイメージしているが、仕様は同作のヒロインであるミントと、ミントの同じ衣装とポーズをとった榊原のダブルジャケットになっている。この他封入特典には山本和枝描き下ろしイラスト仕様によるブックレットが封入されている。

## 収録曲
（全作詞・作曲：榊原ゆい）
1. Blue mind
編曲：井ノ原智（Angel Note）
PCゲーム『時を奏でる円舞曲』オープニングテーマ
夏をイメージしたスピード感のある伸びやかな曲[1]。
2. eternity
編曲：椎名俊介（Angel Note）
PCゲーム『時を奏でる円舞曲』エンディングテーマ
3. Blue mind （off vocal）
4. eternity（off vocal）